# Shelton Robinson
Shelton Derrick Robinson (Goldsboro, 14 settembre 1960) è un ex giocatore di football americano statunitense che ha militato nel ruolo di linebacker nella National Football League (NFL).

## Carriera
Al college Robinson giocò a football a North Carolina. Dopo non essere stato scelto nel Draft NFL 1982, firmò con i Seattle Seahawks. Vi giocò per quattro stagioni e 56 partite (31 come titolare) e detiene ancora il record stagionale di franchigia per fumble ritornati in touchdown, due, stabilito nel 1983 (condiviso con Bobby Wagner e Chad Brown). Nel 1986 passò ai Detroit Lions con cui disputò le ultime tre stagioni in carriera.